# Хвалынск
Хвалы́нск — город в Саратовской области России, административный центр Хвалынского района. Расположен на правом берегу Волги, у подножия Хвалынских холмов, в 237 км к северо-востоку от Саратова, в 25 км к юго-востоку от железнодорожной станции Возрождение Приволжской железной дороги. Население — 12 042 чел. (2021).

## История и этимология
Хвалынск был основан в 1556 году как русский сторожевой пост Сосновка на волжском острове Сосновый. Поселение это управлялось келарем московского Чудова монастыря. В 1606 году поселение было перенесено на место современного города и стало селом Сосновый Остров. С 1780 года — уездный город Хвалынск.
Название города происходит от Хвалынского моря — древнего названия Каспийского моря.
Хвалынск вместе с его окрестностями до революции был одним из центров старообрядчества России — во многом благодаря старообрядцам, гонимых правительством из Хлынова и появившихся в Сосновке в 1703 году, эти края были заселены.
Хвалынск издавна славился своими садами. В XIX веке с речных пристаней Хвалынска ежегодно отправлялось до 56 тысяч тонн яблок.
В 1892 году в Хвалынске произошёл знаменитый холерный бунт, сопровождавшийся убийством докторов и грабежом домов богатых горожан. Убийство правительственного доктора А. М. Молчанова во время холерного бунта 1892 года было описано В. В. Вересаевым в повести «Без дороги», вышедшей в 1895 году; о них сообщал И. Ф. Кошко в своих «Записках губернатора» в 1916 году; К. С. Петров-Водкин даже сочинил в 1905 году пьесу «В маленьком городке» из трёх действий, которую предварил эпиграфом: «Люди, когда они потеряют последнюю искру веры, — задушат друг друга звериными объятьями…», а позже описал трагическую смерть Молчанова в своей повести «Хлыновск».
В соответствии с указом Президиума Верховного Совета РСФСР от 12 января 1965 года «Об изменениях в административно-территориальном делении Саратовской области» город Хвалынск был отнесён к категории городов областного подчинения Саратовской области, при этом все сельские и поселковые Советы депутатов трудящихся Хвалынского района были подчинены Хвалынскому городскому Совету народных депутатов, при сохранении Хвалынского района как административно-территориальной единицы).
- Вид на Хвалынск с окрестных возвышенностей, 1886 год
- Вид на город и протоку Воложку с затопленного ныне острова Сосновый, 1894 год
- Дореволюционный Хвалынск

## Население
| 1856    | 1897    | 1913    | 1926    | 1931    | 1939    | 1959    | 1967    | 1970    |
| ------- | ------- | ------- | ------- | ------- | ------- | ------- | ------- | ------- |
| 12 900  | ↗15 127 | ↗17 300 | ↘9600   | ↗11 800 | ↗15 642 | ↗17 036 | ↘17 000 | ↘16 249 |
| 1979    | 1989    | 1992    | 2000    | 2001    | 2002    | 2003    | 2005    | 2006    |
| ↘15 572 | ↘14 948 | ↘14 900 | ↘14 800 | ↘14 700 | ↘13 752 | ↗13 800 | ↘13 600 | →13 600 |
| 2009    | 2010    | 2011    | 2012    | 2013    | 2014    | 2015    | 2016    | 2017    |
| ↘13 414 | ↘13 094 | ↘13 044 | ↘12 947 | ↗13 005 | ↘12 985 | ↘12 814 | ↘12 788 | ↘12 556 |
| 2018    | 2019    | 2020    | 2021    |         |         |         |         |         |
| ↘12 391 | ↘12 302 | ↘12 288 | ↘12 042 |         |         |         |         |         |

На 1 января 2025 года по численности населения город находился на 870-м месте из 1124 городов Российской Федерации.

### Языковой состав
Родной язык населения по данным переписи 1897 года составлял:
| Язык                      | Численность, чел. | Доля     |
| ------------------------- | ----------------- | -------- |
| Русский («великорусский») | 14 500            | 95,86 %  |
| Татарский                 | 350               | 2,31 %   |
| Мордовский                | 142               | 0,94 %   |
| Другие                    | 135               | 0,89 %   |
| Итого                     | 15 127            | 100,00 % |

В настоящее время официальным и основным языком города является русский.

## Экономика

### Промышленность

#### Пищевая
В городе имеются маслодельный завод — производитель молочной, кисломолочной продукции и сливочного масла, завод овощных и фруктовых консервов «Черемшанское» и пельменный завод. Завод по производству растительных масел используется сегодня только как элеватор и входит в Холдинг «Солнечные продукты».

#### Строительных материалов
В городе действовал кирпичный завод.

#### Машиностроение
В Хвалынске работает завод гидроаппаратуры. Работал завод электронного машиностроения.

### Туризм
Важной составной частью экономики современного Хвалынска является туристическая сфера. Туристический поток в город идёт не только из Саратовской области, но и из других регионов России. Вблизи города находится Хвалынский национальный парк с расположенным рядом с ним горнолыжным курортом.
В городе останавливаются проходящие круизные теплоходы (12-14 шт. в год).
|  |  |  |
|  |  |  |

## Климат
| Показатель                    | Янв. | Фев. | Март | Апр. | Май  | Июнь | Июль | Авг. | Сен. | Окт. | Нояб. | Дек. | Год   |
| ----------------------------- | ---- | ---- | ---- | ---- | ---- | ---- | ---- | ---- | ---- | ---- | ----- | ---- | ----- |
| Средний суточный максимум, °C | −7   | −6   | 0    | 14   | 21   | 26   | 26   | 25   | 19   | 10   | 1     | −4   | 10,42 |
| Средняя температура, °C       | −9,9 | −9,1 | −3,5 | 8,1  | 15,2 | 20,1 | 21,2 | 19,8 | 14,6 | 6,5  | −1,3  | −7   | 6,22  |
| Средний суточный минимум, °C  | −13  | −13  | −8   | 3    | 9    | 15   | 16   | 15   | 10   | 3    | −3    | −9   | 2,08  |

## Достопримечательности
Наряду с главными достопримечательностями — краеведческим музеем, картинной галереей имени К. С. Петрова-Водкина (бывший дом Радищевых), домом-музеем К. С. Петрова-Водкина — в городе также много каменных зданий с оригинальной архитектурой: Кресто-Воздвиженская церковь (архитектор Терликов Ю. Н.), дома купцов Кащеева, Черткова, Солдаткина, церковь на Сенной площади, дача купца Михайлова-Кузьмина (архитектор Р. Ф. Мельцер). В 1990 году в городе был создан музей поэта С. С. Наровчатова.
- Церковь Крестовоздвиженская
- Дом купца Кащеева
- Здание пожарной части с каланчой

### Хвалынский краеведческий музей
Хвалынский краеведческий музей был основан 1 января 1899 года. Создал его один из потомков А.Н. Радищева — Михаил Алексеевич Радищев (1859—1922), который имел исключительные по своему значению коллекции, известные в Москве и Санкт-Петербурге. В 1918 году музей возглавил член-корреспондент Немецкой, Польской и Российской академий наук Конрад Гросс. Он с самого начала обеспечил научное, краеведческое направление в развитии музея. Экспозиция музея размещается в двух зданиях. Одно из них представляет собой двухэтажный кирпичный особняк Михайловых-Радищевых, построенный в стиле провинциального классицизма в начале XIX века по проекту А. Н. Воронихина.
- Хвалынский краеведческий музей
- Памятник неизвестному солдату
- Городской парк осенью 2012 года

### Хвалынский художественно-мемориальный музей К. С. Петрова-Водкина
Хвалынский художественно-мемориальный музей (филиал Саратовского художественного музея имени А. Н. Радищева) был открыт 1 мая 1960 года. В состав музея входят: картинная галерея имени К. С. Петрова-Водкина, расположенная в бывшем владении правнуков А. Н. Радищева, построенном в 1871 году, и дом-музей художника, размещённый в деревянном здании постройки 1895 года, купленном К. С. Петровым-Водкиным для родителей в 1905 году. В галерее хранятся и экспонируются рисунки, этюды и картины К. С. Петрова-Водкина, старообрядческие иконы конца XVIII — начала XX века, произведения современников художника: хвалынских живописцев из раннего окружения К. С. Петрова-Водкина — В. Ф. Орехова, Г. Г. Платонова, Л. А. Радищева, И. А. Елатонцева, — и его друзей и коллег последующих лет — И. С. Горюшкина-Сорокопудова, П. В. Кузнецова, Е. М. Бебутовой, А. В. Лентулова, Н. В. Кузьмина, В. А. Фаворского. В собрании галереи также представлены работы живописцев второй половины XX века и современных художников, работающих летом в Хвалынске на пленэре. В доме-музее представлены ранние произведения К. С. Петрова-Водкина, его личные вещи, предметы быта родителей художника, фотографии, документы из семейного архива и другие материалы. В 2016 году в центре города установлен памятник художнику К. С. Петрову-Водкину работы скульптора А. А. Щербакова.
- Картинная галерея им. К.С. Петрова-Водкина, Хвалынск
- Памятник К.С. Петрову-Водкину, Хвалынск

## Известные личности
- См. Категория:Родившиеся в Хвалынске.